# Estadio S. Darius y S. Girėnas
El Estadio Darius y Girėnas (en lituano, Dariaus ir Girėno stadionas) es un estadio ubicado en Kaunas, Lituania. Inaugurado en 1925 como el primero del país, ha sido remodelado en 2022 con un aforo ampliado de 15 000 localidades y gradas cubiertas. Actualmente es utilizado tanto por la Federación Lituana de Atletismo como por la selección de fútbol de Lituania.

## Historia
El estadio de Kaunas fue inaugurado en 1925 tras dos años de obras. En el momento de su apertura, se trataba de la única instalación deportiva erigida en la República de Lituania. El impulsor de la obra fue el piloto Steponas Darius, considerado pionero del baloncesto y el béisbol en ese país. Junto a él colaboró Kęstutis Bulota, el primer deportista lituano que participó en unos Juegos Olímpicos de Invierno.
La instalación fue ampliada en 1935 para que pudiera ser utilizada por la Universidad Deportiva de Lituania, pasando a llamarse «Estadio Estatal». Durante la etapa que Lituania formó parte de la Unión Soviética se volvió a cambiar el nombre por «Complejo Deportivo Republicano» y se hizo una amplia remodelación desde 1969 hasta 1979, mediante la instalación de gradas fijas y nuevo equipamiento.
Cuando Lituania recobró su independencia en 1991, el municipio de Kaunas asumió la titularidad del estadio que adoptaría el nombre «S. Darius y S. Girėnas». La denominación actual rinde homenaje a Steponas Darius y Stasys Girėnas, ambos fallecidos en 1933 en un accidente de aviación. El 6 de septiembre de 1993 albergó una misa multitudinaria de papa Juan Pablo II.
El recinto fue sede de la selección de fútbol lituana hasta 2012, cuando la Federación de Fútbol se mudó al nuevo Estadio LFF en Vilna, y acogió tanto partidos de fútbol de los clubes de Kaunas como las competiciones nacionales de la Federación Lituana de Atletismo.
En 2017 se aprobó un proyecto de reconstrucción para convertirlo en un estadio internacional de categoría 4 de la UEFA, con un gasto de 43 millones de euros que fue financiado conjuntamente por el ayuntamiento de Kaunas y la Federación de Fútbol. Las obras incluyeron un aforo ampliado a 15 000 espectadores con gradas cubiertas, la remodelación de la pista de atletismo y calefacción bajo el césped. Después de cuatro años de obras, el estadio fue reabierto el 16 de octubre de 2022 con la final de la Copa Lituana entre el F.K. Žalgiris y el F.C. Hegelmann.